# Грибоедовы
Грибоедовы — древний дворянский род, польско-литовского происхождения, которому принадлежали земли в Вяземском уезде, включая имение Хмелита.
При подаче документов (1686), для внесения рода в Бархатную книгу, была предоставлена родословная роспись Грибоедовых, за подписью Ивана Грибоедова.

## Происхождение и история рода
Прокофий Грибоедов готовил корма для английского посольства от Вологды до Ярославля (1583). Михаил Порошин владел поместьем в Вяземском уезде (1594).
Родоначальник Ян (Иван) Гржибовский выехал из Польши в Россию в начале XVII века. Его сын Фёдор Иванович и потомки стали писаться Грибоедовым. Он был при царе Алексее Михайловиче разрядным дьяком и одним из пяти составителей Соборного уложения.
Фёдор Иакимович Грибоедов — думный дьяк, составивший «Историю о царях и великих князьях земли русской». Его сын Семён был при царевне Софье Алексеевне стрелецким полковником. К числу его потомков принадлежал Александр Сергеевич Грибоедов, автор «Горя от ума».
Другая отрасль этого рода происходит от Михаила Ефимовича Грибоедова, вероятно, переселившегося в Россию в одно и то же время с родоначальником 1-й ветви, пожалован поместьями при царе Михаиле Федоровиче, владел поместьем в Нижнем Новгороде (1621).
Восемь представителей рода владели населёнными имениями (1699).

Обе эти ветви Грибоедовых угасли к началу XIX века, а ещё два рода этой фамилии более позднего происхождения; они были записаны в родословные книги Казанской и Московской губернии.

## Известные представители
- Грибоедов Фёдор — дьяк (1640—1668).
- Грибоедов Андрей Михайлович — воевода в Серпейске (1651).
- Грибоедов Иван Андреевич — стряпчий (1671—1676), стольник (1680—1692), владел поместьем в Рязанском уезде.
- Грибоедов Иван Михайлович — московский дворянин (1672—1677) (убит разбойниками).
- Грибоедов Василий Фёдорович — стряпчий (1672—1676), стольник (1678).
- Грибоедов Любим Андреевич — стряпчий (1682), стольник (1692), помещик Вяземского уезда.
- Грибоедов Иван Фёдорович — воевода в Берёзове (1686), владел поместьями в Рязанском уезде, стольник и полковник у московских стрельцов.
- Грибоедовы: Фёдор Иванович и Иван Семёнович — стольники царицы Прасковьи Фёдоровны (1686—1692).
- Грибоедов Василий Ивановичи — стольники царицы Евдокии Фёдоровны (1692),
- Грибоедов Тимофей Иванович — стольник царицы Евдокии Фёдоровны (1692), ранен под Азовом стрелою в правую руку (1696), воевода в Дорогобуже (1704), майор и комендант в Вязьме (1713).
- Грибоедов Григорий Фёдорович — стольник, воевода в Илимске (1693), владел вотчиной в Арзамасском уезде, женат (с 1699) на княгине Анне Ивановне Барятинской[9][10][4].